# Blå gulnäbb
Blå gulnäbb (Ceuthmochares aereus) är en fågel i familjen gökar inom ordningen gökfåglar.

## Utseende och läte
Blå gulnäbb är en udda mörkt blågrå gök med lysande gul näbb. Den liknar grön gulnäbb, men utbredningsområdena överlappar ej. Lätet inleds med en tvekande serie med ljusa "kik", följt av en lång och accelererande drill. Även en utdragen stigande och fallande vissling kan höras.

## Utbredning och systematik
Blå gulnäbb delas in i två underarter::
- C. a. flavirostris – förekommer från Gambia till sydvästra Nigeria
- C. a. aereus – förekommer från sydöstra Nigeria till västra Kenya, norra Zambia och Angola samt på Bioko

Tidigare betraktades även grön gulnäbb (C. australis) utgöra en underart, och vissa auktoriteter gör det fortfarande.

## Levnadssätt
Blå gulnäbb hittas i tätbevuxna miljöer, i skog, skogsbryn och buskmarker. Den håller sig dold i tätaste medelhöga skikten, framför allt snåriga partier med klängväxter.

## Status och hot
Arten har ett stort utbredningsområde, men tros minska i antal, dock inte tillräckligt kraftigt för att den ska betraktas som hotad. Internationella naturvårdsunionen IUCN listar arten som livskraftig (LC).